# Armand Le Douarec
Armand Le Douarec est un homme politique français né le 24 mars 1884 à Saint-Brieuc (Côtes-d'Armor) et décédé le 15 novembre 1965 dans le 16e arrondissement de Paris.

## Biographie
Armand Le Douarec est le fils de François Marie Le Douarec, négociant, et d'Anna Marie Renée Feurgard. Marié avec Jeanne Anna Paule Verry, fille de Louis Marie Verry, armateur à Binic, et de Maria Carfantan, il est le père de Bernard Le Douarec et de François Le Douarec.
Avoué à Rennes, il est député d'Ille-et-Vilaine de 1924 à 1928, siégeant chez les démocrates. Battu en 1928, il reprend ses activités d'avoué et devient avocat après la Seconde Guerre mondiale, où il participe activement à la Résistance.

## Distinctions
- Officier de la Légion d'honneur (10 mars 1961)[2]
- Croix de guerre 1914–1918

## Sources
- « Armand Le Douarec », dans le Dictionnaire des parlementaires français (1889-1940), sous la direction de Jean Jolly, PUF, 1960 [détail de l’édition]